# Space Shuttle-küldetések listája
A Space Shuttle küldetéseinek listája összegzi a NASA egykori űrhajótípusával végrehajtott repüléseket. A Space Shuttle a NASA üzemeltetésében levő újrafelhasználható űrhajó volt. A rendszer hivatalosan a Space Transportation System (STS – Űrszállítási Rendszer) nevet kapta, amely egy 1969-es tervből emelkedett a NASA egyetlen programjává, amely az emberrel végrehajtott repülésekre szolgált és amely költségvetési támogatást kapott. A program két fő részre tagozódott a repüléseket illetően: egy rövid, mindössze 4 repülésből álló tesztrepülési programra, amely 1981-1982 között le is zajlott és az összes többi repülésre, amelyet operatív fázisnak hívnak.
1981-2011 között összesen 135 repülésre került sor, köztük a már említett tesztrepülésekkel, műholdak pályára állításával, tudományos kísérletek lefolytatásával, a Nemzetközi Űrállomás építésében való részvétellel. A repülések mindegyike a Cape Canaveral-en lévő Kennedy Űrközpontból startolt és az űrrepülőgépek összesen 1322 nap, 19 óra, 21 perc és 23 másodperc összesített repülőidővel zárták a a programot. Ezek közül a repülések közül a leghosszabb az STS–80 volt a maga 17 nap 15 órájával, míg a legrövidebb egy katasztrófa folytán a Challenger űrrepülőgép STS–51–L repülése 73 másodperccel. A 135 repülés közül kettő sajnos katasztrófába torkollott, így a már említett STS–51–L, amely a hideg időben funkcióját vesztő egyik alkotóelem, egy gumi O-gyűrű hibája miatt az emelkedés során felrobbant, míg a másik esetben a Columbia űrrepülőgép az STS–107 repülésről hazatérvén, az űrhajónak még a startnál egy lehulló szigetelésdarabtól szerzett sérülése miatt esett darabokra a légkörbelépést követően. Mindkét repülésen a teljes személyzet áldozatul esett. A leszállások már három különböző helyen mentek végbe: 78 leszállást a Kennedy Űrközpont kifutópályáján ért véget, 54 a kaliforniai Edwards légitámaszponton és egy repülés ért véget az új-mexikói White Sands-en.
A program során összesen 355 ember jutott fel az űrbe, 16 nemzet képviseletében. A repülések során az űrsiklók kikötöttek a Mir űrállomáson, a Nemzetközi Űrállomáson, illetve számos önálló repülést teljesítettek. A repülések során a legnagyobb magasságot – 621 km-en – a Hubble űrtávcső szerviz küldetésén érték el az űrhajósok.
A repüléseket végül összesen 6 űrrepülőgép teljesítette. Az Enterprise űrsiklót kizárólag a légköri repülési tesztek során alkalmazták, majd később úgy döntöttek, hogy nem alakítják át a már orbitális repülésre is alkalmas példánnyá. Mellette először 4, az űrrepülésekhez használni kívánt, teljes értékű példány épült: a Columbia, a Challenger, a Discovery és az Atlantis. A Challenger 1986-os katasztrófáját követően született a döntés, hogy a megsemmisült űrhajó helyére egy újonnan épített egység áll, amely az Endeavour nevet kapta 1991-es szolgálatba állásakor. A Columbia 2003-as megsemmisülését követően nem újabb egység építésébe fogtak, pótlandó a veszteséget, hanem felülvizsgálták a teljes koncepciót, amelynek végkövetkeztetéseképpen leállították a repüléseket.

## A program repüléseinek sorszámozása
Az Amerikai Egyesült Államok Space Shuttle-programjának hivatalos elnevezése a Space Transportation System (Űrszállítási Rendszer), amelyből adódik, hogy minden repülés az STSDőlt szöveg rövidítést használta, mint előtag. Ehhez kapcsolódott a repülés száma. amelynek kiosztása azonban az idők során többször változott. A kezdeti repüléseknél (pl. STS–1, STS–2, STS–3...stb) egyszerűen emelkedő sorrendben vették a felbocsátás sorszámát és adták a repülés jelöléséhez, egészen az STS–9-ig, amikor is az Apollo–13 balesetének emlékére – és főként a NASA akkori főigazgatója, James Beggs triszkaidekafóbiájától (a 13-as számtól való babonás rettegésétől) vezéreltetve – hogy elkerüljék az STS–13 jelölést, egy bonyolult jelölési rendszerre váltottak. Így a repülések jelölésének tagolása STS–kétjegyú szám–betű (pl. STS–51–L lett). Ebben az STS jelentése változatlan maradt, a kétjegyű szám első számjegye azt az évet jelölte, amelynek költségvetésében a repülés támogatása megjelent (így az STS–51–L „5”-öse a FY (Fiscal Year – Költségvetési év) 1985-öt jelölte, majd a második számjegy a felbocsátás helyének kódja volt (az 1-es jelölte a Kennedy Űrközpontot, a 2-es pedig kaliforniai Vandenberg légitámaszpont 6-os számú indítóállása, amelynek igénybevételére sohasem került sor), míg végül a betű pedig az adott éven belül a tervezett felbocsátási sorrendet jelezte. Ezt a jelölési rendszert az STS–41–B és az STS–51–L között használták (a program 10. és 25. repülése között), bár a NASA belső kommunikációjában továbbra is a sima, egyszerű számsorrendet alkalmazták.
A Challenger-katasztrófát követően a NASA visszaállt az emelkedő számsorrendre, figyelembe véve a már lezajlott repüléseket, így a számozás az STS–26-tal folytatódott. Az egyetlen változtatást az eredeti emelkedő sorrendhez képest, hogy míg a kezdeti sorszámozás a felbocsátások tényleges sorszámát követte, az új rendszerben előre megtervezték a repüléseket, kiosztva a sorszámukat, majd később, ha a felbocsátások valamilyen priorizálási, vagy műszaki okból helyet cseréltek, a sorszámozásuk megmaradt az eredeti tervben kiosztottnál. Az STS–26-tól az STS–33-ig még egy „R” betűt is hozzáragasztottak a jelöléshez – „R”=reflight, azaz a repüléshez való visszatérés), amelyet az STS–33 után elhagytak és később sem alkalmazták a kommunikációban. Ezek az anomáliák számos problémát okoztak, így lehetett pl. hogy az STS–51 kilenc évvel az STS–51–A után következett el és számos repülés zajlott le a kettő között, vagy éppen akár 8-10 sorszámmal későbbi repülés startolt a logika szerint soron következő előtt (pl. STS–101 2000. május 19-én és az STS–92 2000. október 11-én). A rendszer végül az STS–127-tel állt vissza a repülések sorszámában a felbocsátáshoz igazodó rendhez, amelyet követően a jelölések és a felbocsátások sorrendje megegyezett.

## Shuttle repülések

### Tesztrepülések

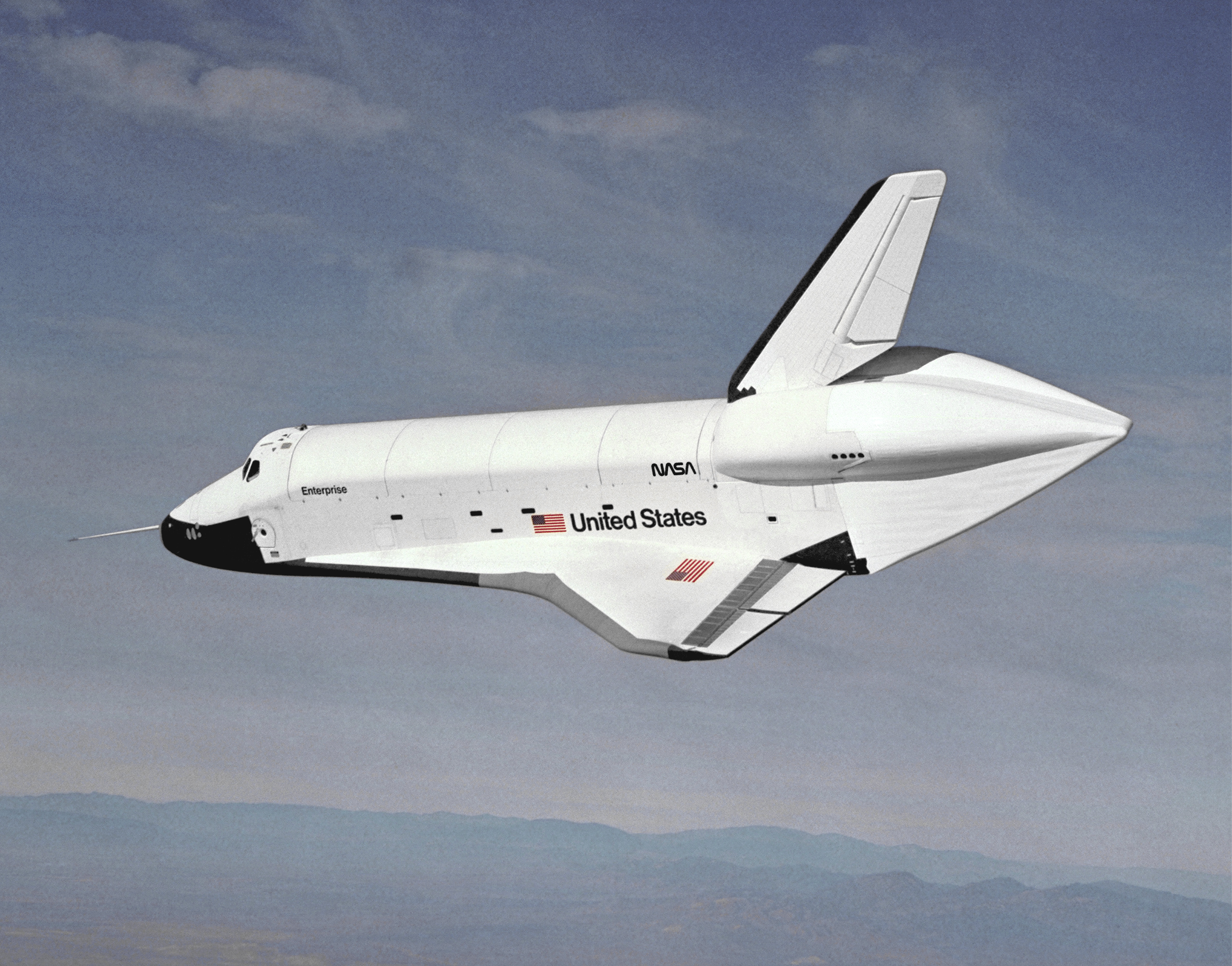
Az Enterprise az egyik önálló légköri visszatérési teszten az Approach and Landing Test program során, áramvonalazó farokkúppal

Érdekes módon az űrrepülőgépek számára nem írt elő a NASA egy részletes tesztprogramot, amely űrrepüléseket is tartalmazott a végleges használat előtt, ehelyett a Space Shuttle-program része volt egy Approach and Landing Test (Megközelítés és leszállás) próbasorozat, amely kizárólag az űrhajó földi visszatérésekori viselkedését volt hivatott kipróbálni és földi gurulópróbákat, személyzet nélküli és ember irányította repüléseket tartalmazott, amelyekre a speciálisan átalakított Boeing 747 Shuttle Carrier Aircraft (Úrsikló hordozó repülőgép) hátán került sor és amelynek végén önálló, siklórepüléssel végrehajtott leszállásokra is sor került. Az alábbi lista csak azokat a próbákat tartalmazza, amikor az űrsikló önálló repülésére került sor (és felsorolja, hogy ezen siklórepülések milyen időtartamban mentek végbe, de nem jeleníti meg azt a repülési időtartamot, amelyet a Boeing 747-re bekötve töltött az úrsikló). Érdekesség, hogy ezekre a tesztekre egyetlen, később az űrrepülésekre viszont sohasem használt űrrepülőgép példányt, az Enterprise-t használta a NASA.
| Repülés | Startdátum           | Űrhajóegység | Legénység                            | Időtartam | Indítóállás | Leszállóhely | Megjegyzés | Forrás                  |
| ------- | -------------------- | ------------ | ------------------------------------ | --------- | ----------- | ------------ | --- | ----------------------- |
| ALT-12  | 1977. augusztus 12.  | Enterprise   | Fred Haise, Charles Gordon Fullerton | 00 ó 05 p | N/A         | Edwards      | - Az első önálló repülés - Az Enterprise első nem más eszközhöz kötött repülése - Az első leszállás az Edwards légitámaszponton             | [ 2 ] [ 3 ] [ 4 ] [ 5 ] |
| ALT-13  | 1977. szeptember 13. | Enterprise   | Joe Engle, Richard Truly             | 00 ó 05 p | N/A         | Edwards      | - Második önálló repülés | [ 2 ] [ 3 ]             |
| ALT-14  | 1977. szeptember 23. | Enterprise   | Fred Haise, Charles Gordon Fullerton | 00 ó 05 p | N/A         | Edwards      | - Harmadik önálló repülés | [ 2 ] [ 3 ]             |
| ALT-15  | 1977. október 12.    | Enterprise   | Joe Engle, Richard Truly             | 00 ó 02 p | N/A         | Edwards      | - Negyedik önálló repülés - Az első repülés farokkúp nélkül (azaz a tényleges űrrepülésból való visszatérés szimulálása                     | [ 2 ] [ 3 ] [ 5 ] [ 6 ] |
| ALT-16  | 1977. október 26.    | Enterprise   | Fred Haise, Charles Gordon Fullerton | 00 ó 02 p | N/A         | Edwards      | - Az utolsó önálló légköri teszt - Az Enterprise utolsó repülése - Az első landolás egy kifutópályán a korábbi tómederbeli leszállások után | [ 2 ] [ 3 ] [ 7 ]       |

### Űrrepülések

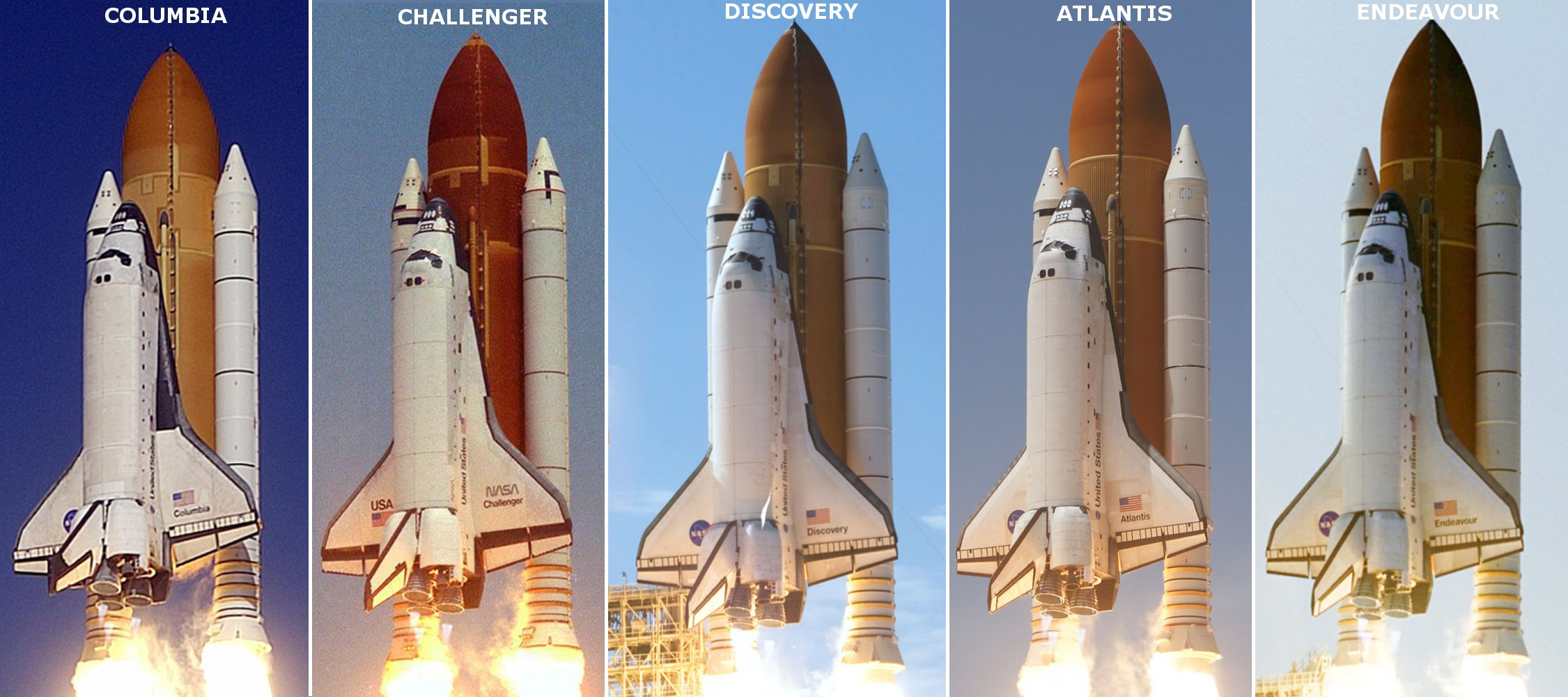
Az 5 űrsikló

A Space Shuttle-program űrrepüléseire egy 30 éves időszak során, 1981-2011 között került so, két fő szakaszban. Az első szakasz mindössze négy repülésig tartott és az eszköz űrrepülőgépkénti teljes körű tesztsorozatát, berepülését végezték el alatta. Ezt követte az operatív szakasz, amelynek során az űreszközzel számos céllal végeztek repüléseket. Ilyen célok voltak:
- a tudományos célú repülések, amelyek során olyan kísérleteket végezhettek, amelyhez a világűr körülményei voltak szükségesek – amelyekhez vagy vettek igénybe speciális űreszközt (pl. Spacelab, vagy SpaceHab) , vagy nem
- űrben használatos eszközök (pl. MMU (Manned Mobility Unit) kipróbálása
- titkosított katonai repülések, katonai műholdak pályára állítása
- kereskedelmi műholdak pályára állítása, vagy a már pályán levők befogása (pl. műszaki hiba miatt) és hazahozatala a Földre
- űrszondák, tudományos műholdak pályára állítása (pl. Hubble űrtávcső), vagy űrbeli szervizelése
- nemzetközi kooperációban repülések az orosz Mir űrállomásra
- a Nemzetközi Űrállomás építése

Az operatív fázist két katasztrófa osztja három részre: a Challenger-katasztrófa és a Columbia-katasztrófa. Az időszakot az űreszköz használatának széleskörű felfutása jellemzi, hogy  a nagyon is ambiciózus felhasználási frekvenciát elérje a NASA. A Challenger felrobbanását követően végbement annak a ténynek a belátása, hogy az STS rendszer túl bonyolult ahhoz, hogy az eredeti tervek szerint biztonságosan üzemeltethető legyen, a kereskedelmi hasznosítása pedig egyszerűen nem rentábilis, így nem is lehet számítani a kibontakozására és a program átállt egy „csökkentett üzemmódra”, amelyben hosszú időn át haladt előre. A Columbia-katasztrófa pedig beláttatta a NASA-val, hogy alkalmatlan eszközzel és alkalmatlan módon végzik a tevékenységüket, a baleseti kivizsgálás egyik fontos eredménye volt, hogy mihamarabb leállítsák a repüléseket, amelytől fogva már csak amolyan szükséges rossz módon haladt előre a program, hogy az egyetlen alkalmas eszközzel még megépítsék a Nemzetközi űrállomást.
Az összesen 135 repülést összesen öt űrhajóegységgel végezték el:
- Columbia (OV–102)†: megsemmisült 2003. február 1.
- Challenger (OV–099)†: megsemmisült 1986. január 28.
- Discovery (OV–103)
- Atlantis (OV–104)
- Endeavour (OV–105)

A repülések során összesen 355 ember járt a világűrben az űrsiklók fedélzetén.
| Repülés     | Indítási időpont                                | Indítás helye                           | Leszállási időpont                      | Leszállás helye                                     | Űrrepülőgép | Legénység | Űrrepülés célja |
| ----------- | ----------------------------------------------- | --------------------------------------- | --------------------------------------- | --------------------------------------------------- | ----------- | --- | --- |
| STS–1       | 1981. április 12., 12:00:03 UTC                 | Kennedy Űrközpont LC 39A indítóplatform | 1981. április 14., 18:20:57 UTC         | Edwards légitámaszpont                              | Columbia    | John Young Robert Crippen | Az űrrepülőgép, mint többször felhasználható űrhajótípus első felszállása A Columbia űrrepülőgép első útja. |
| STS–2       | 1981. november 12., 10:09:59 EST                | LC 39A                                  | 1981. november 14., 13:23:11 PST        | Edwards                                             | Columbia    | Joe Engle Richard Truly | Az űrhajótípus első újrafelhasználása A Canadarm robotkar első használata Egy energiatermelő berendezés (üzemanyagcella) meghibásodása miatt a küldetés félbeszakadt A legrövidebb orbitális shuttle repülése |
| STS–3       | 1982. március 22., 11:00:00 EST                 | LC 39A                                  | 1982. március 30., 9:04:46 MST          | White Sands Rakétakísérleti Telep                   | Columbia    | Jack Lousma Gordon Fullerton | Az egyetlen leszállás a White Sands-en kedvezőtlen időjárás miatt |
| STS–4       | 1982. június 27., 15:00:00 UTC                  | LC 39A                                  | 1982. július 4., 16:09:31 UTC           | Edwards                                             | Columbia    | Henry Hartsfield Thomas Mattingly | Az utolsó tesztrepülés Az első katonai jellegű kísérletek az USA Hadügyminisztériuma megbízásából |
| STS–5       | 1982. november 11., 12:19:00 UTC                | LC 39A                                  | 1982. november 16., 14:33:26 UTC        | Edwards                                             | Columbia    | Joseph Allen Vance Brand Robert Overmyer William Lenoir                                                                                     | Egy úton több műhold pályára állítása A program első űrsétája (amelyet az űrruha hibája miatt meg kellett szakítani) |
| STS–6       | 1983. április 4., 18:30:00 UTC                  | LC 39A                                  | 1983. április 9., 18:53:42 UTC          | Edwards                                             | Challenger  | Donald Peterson Paul Weitz Franklin Musgrave Karol Bobko                                                                                    | A Challenger űrrepülőgép első útja A TDRS–1 kommunikációs műhold pályára állítása Az első űrséta a Space Shuttle-ről) |
| STS–7       | 1983. június 18., 11:33:00 UTC                  | LC 39A                                  | 1983. június 24., 14:56:59 UTC          | Edwards                                             | Challenger  | John Fabian Norman Thagard Sally Ride Robert Crippen Frederick Hauck                                                                        | Az első amerikai nő, Sally Ride űrhajós útja Egy úton több műhold pályára állítása Az ún. „raklap műhold” első pályára állítása, majd visszahozatala |
| STS–8       | 1983. augusztus 30., 06:32:00 UTC               | LC 39A                                  | 1983. szeptember 5., 07:40:43 UTC       | Edwards                                             | Challenger  | Dale Gardner William Thornton Daniel Brandenstein Richard Truly Guion Bluford                                                               | Egy távközlési műhold pályára állítása Az első afroamerikai űrhajós (Guion Bluford) repülése A robotkar tesztje egy nehéz rakománnyal Az első éjszakai leszállás |
| STS–9       | 1983. november 28., 16:00:00 UTC                | LC 39A                                  | 1983. december 8., 23:47:23 UTC         | Edwards                                             | Columbia    | Bíron Lichtenberg Ulf Merbold Owen Garriott Brewster Shaw John Young Robert Parker                                                          | Az első Spacelab expedíció Az első ESA űrhajós (Ulf Merbold) repülése |
| STS–41–B    | 1984. február 3., 13:00:00 UTC                  | LC 39A                                  | 1984. február 11., 12:15:55 UTC         | Kennedy Űrközpont                                   | Challenger  | Robert Stewart Ronald McNair Bruce McCandless Vance Brand Robert Gibson                                                                     | Két távközlési műhold pályára állítása Az első köldökzsinór nélküli űrséta (Bruce McCandless), az MMU-val Az első leszállás a Kennedy Űrközpont leszállópályáján |
| STS–41–C    | 1984. április 6., 13:58:00 UTC                  | LC 39A                                  | 1984. április 13., 13:38:07 UTC         | Edwards                                             | Challenger  | Francis Scobee George Nelson James van Hoften Terry Hart Robert Crippen                                                                     | A Solar Maimum Mission szonda szervizelése Az első műholdbefogás egy űrhajós által A Hosszú időtartamra űrbe kitett berendezés kísérleti eszköz kihelyezése |
| STS–41–D    | 1984. augusztus 30., 12:41:50 UTC               | LC 39A                                  | 1984. szeptember 5., 13:37:54 UTC       | Edwards                                             | Discovery   | Charles Walker Judith Resnik Richard Mullane Steve Hawley Henry Hartsfield Michael Coats                                                    | A Discovery űrrepülőgép első útja Egy úton több műhold pályára állítása Az OAST–1 napelemtábla tesztje |
| STS–41–G    | 1984. október 5., 11:00:03 UTC                  | LC 39A                                  | 1984. október 13., 16:26:33 UTC         | Kennedy Űrközpont                                   | Challenger  | Paul Scully-Power Robert Crippen Marc Garneau John McBride Sally Ride Kathryn Sullivan David Leestma                                        | Az ERBS (Earth Radiation Budget Satellite – Föld sugárzásmérő olcsó műhold) kihelyezése Először repül egyszerre két nő az űrbe Az első amerikai nő (Sullivan) által elvégzett űrséta Az első kanadai űrhajós (Garneau) az űrben Kísérleteket végeztek a magyar fejlesztésű Pille dózismérővel.                                                       |
| STS–51–A    | 1984. november 8., 12:15:00 UTC                 | LC 39A                                  | 1984. november 16., 11:59:56 UTC        | Kennedy Űrközpont                                   | Discovery   | Dale Gardner David Walker Anna Fisher Frederick Hauck Joseph Allen                                                                          | Egy úton több műhold pályára állítása Két másik távközlési műhold – a Palapa B2 és a Westar – befogása és a Földre szállítása, hogy ott megjavítsák őket és újra pályára állítsák |
| STS–51–C    | 1985. január 24., 19:50:00 UTC                  | LC 39A                                  | 1985. január 27., 21:23:23 UTC          | Kennedy Űrközpont                                   | Discovery   | Gary Payton James Buchli Ellison Onizuka Loren Shriver Ken Mattingly                                                                        | Az első olyan repülés, amelynek időtartama alatt végzett kísérleteket a megrendelő USA Hadügyminisztériuma titkosított A Magnum műhold útnak indítása |
| STS–51–D    | 1985. április 12., 13:59:05 UTC                 | LC 39A                                  | 1985. április 19., 13:54:28 UTC         | Kennedy Űrközpont                                   | Discovery   | Stanley Griggs Patrick Baudry Edwin Garn Karol Bobko Donald Williams Margaret Seddon Jeffrey Hoffman Charles Walker                         | Egy úton több műhold pályára állítása Először repül egy politikus (Garn) az űrbe Az első rögtönzött űrséta a Syncom F3 műhold megjavítására |
| STS–51–B    | 1985. április 29., 16:02:18 UTC                 | LC 39A                                  | 1985. május 6., 16:11:04 UTC            | Edwards                                             | Challenger  | Don Lind Taylor Wang Norman Thagard William Thornton Lodewijk van den Berg Robert Overmyer Frederick Gregory                                | A Spacelab modul első repülése teljes konfigurációban Kísérletek végzése mikrogravitációban |
| STS–51–G    | 1985. június 17., 11:33:00 UTC                  | LC 39A                                  | 1985. június 24., 13:11:51 UTC          | Edwards                                             | Discovery   | Steven Nagel Shannon Lucid Patrick Baudry Szalman asz-Szaud John Creighton Daniel Brandenstein John Fabian                                  | Egy úton több műhold pályára állítása Először repül egy királyi család tagja (egy szaúdi herceg) az űrbe, aki egyben az első muzulmán és az első arab űrhajós is lett |
| STS–51–F    | 1985. július 29., 21:00:00 UTC                  | LC 39A                                  | 1985. Augusztus 6., 19:45:26 UTC        | Edwards                                             | Challenger  | Anthony England Karl Heinze Franklin Musgrave Loren Acton John-David Bartoe Charles Fullerton Roy Bridges                                   | Kísérletek a Spacelab-ben Az első felbocsátási hiba: egy hibás hőmérséklet szenzor azt jelezte, hogy az egyik hajtómű turbinájában túl magas a hőmérséklet, ezért T+345 másodpercnél leállította az egyik főhajtóművet és emiatt az űrhajó jóval a tervezettnél alacsonyabb Föld körüli pályára állt Minden kitűzött cél megvalósult a hiba ellenére |
| STS–51–I    | 1985. augusztus 27., 10:58:01 UTC               | LC 39A                                  | 1985. szeptember 3., 13:15:43 UTC       | Edwards                                             | Discovery   | James van Hoften John Lounge William Fisher Joe Engle Richard Covey                                                                         | Egy úton több műhold pályára állítása A Syncom F3 műhold megmentése A küldetés a tervezettnél egy nappal hamarabb ért véget a szállított AUSSAT műholddal kapcsolatban tapasztalt kisebb probléma miatt |
| STS–51–J    | 1985. október 3., 15:15:30 UTC                  | LC 39A                                  | 1985. október 7., 17:00:08 UTC          | Edwards                                             | Atlantis    | David Hilmers William Pailes Robert Stewart Karol Bobko Ronald Grabe                                                                        | Az Atlantis űrrepülőgép első útja A második Védelmi Minisztérium által titkosított repülés Kémműhold pályára állítás |
| STS–61–A    | 1985. október 30., 17:00:00 UTC                 | LC 39A                                  | 1985. november 6., 17:44:51 UTC         | Edwards                                             | Challenger  | Steven Nagel Guion Bluford Ernst Messerschmid Wubbo Ockels Reinhard Furrer Bonnie Dunbar James Buchli Henry Hartsfield                      | A legnagyobb létszámú legénység egy repülésen A Spacelab harmadik repülése A Spacelab D1 mikrogravitációs kísérlet elvégzése Az expedíció finanszírozója Nyugat-Németország kormánya volt Az első holland űrhajós (Ockels) az űrben |
| STS–61–B    | 1985. november 27., 00:29:00 UTC                | LC 39A                                  | 1985. december 3., 21:33:49 UTC         | Edwards                                             | Atlantis    | Charles Walker Jerry Ross Mary Cleave Sherwood Spring Rodolfo Neri Bryan O’Connor Brewster Shaw                                             | Egy úton több műhold pályára állítása EASE/ACCESS kísérlet elvégzése Az első mexikói űrhajós (Neri) az űrben |
| STS–61–C    | 1986. január 12., 11:55:00 UTC                  | LC 39A                                  | 1986. január 18., 13:58:51 UTC          | Edwards                                             | Columbia    | Bill Nelson Steven Hawley George Nelson Rbert Cenker Charles Bolden Robert Gibson Franklin Chang Díaz                                       | Egy távközlési műhold pályára állítása Bill Nelson kongresszusi képviselő repültetése |
| STS–51–L    | 1986. január 28., 16:38:00 UTC                  | LC 39B                                  | 1986. február 3., 17:12 UTC (tervezett) | Edwards tervezett                                   | Challenger  | Ellison Onizuka Christa McAuliffe Greg Jarvis Judith Resnik Michael Smith Francis Scobee Ron McNair                                         | A Challenger-katasztrófa, amelyben megsemmisült az űrhajó és a teljes személyzet meghalt A TDRS–B műhold tervezett pályára állítása A Tanár az űrben program első repülése az első civil tanárnővel (McAuliffe) a fedélzeten A teljes Space Shuttle-program szünetel.                                                                                |
| STS–26      | 1988. szeptember 29., 15:37:00 UTC              | LC 39B                                  | 1988. október 3., 16:37:11 UTC          | Edwards                                             | Discovery   | John Lounge David Hilmers George Nelson Richard Covey Frederick Hauck                                                                       | TDRS–3 műhold pályára állítása A Challenger-katasztrófa után a program visszatér a repülésekhez |
| STS–27      | 1988. december 2., 14:30:34 UTC                 | LC 39B                                  | 1988. december 6., 23:36:11 UTC         | Edwards                                             | Atlantis    | William Shepherd Richard Mullane Jerry Ross Robert Gibson Guy Gardner                                                                       | A harmadik, USA Védelmi Minisztériuma által titkosított repülés A Lacrosse–1 műhold pályára állítása Komoly károk keletkeztek a hővédő csempékben, így a jobbszárnyat is komoly, káros hőhatás érte |
| STS–29      | 1989. március 13., 14:57:00 UTC                 | LC 39B                                  | 1989. március 18., 14:35:50 UTC         | Edwards                                             | Discovery   | James Bagian Robert Springer James Buchli John Blaha Michael Coats                                                                          | TDRS–D műhold pályára állítása Egy űrállomás hőcserélő radiátor (Space Station Heat Pipe Advanced Radiator Element I) kísérletei Felvételek készülnek egy IMAX kamerával |
| STS–30      | 1989. május 4., 18:46:59 UTC                    | LC 39B                                  | 1989. május 8., 19:43:27 UTC            | Edwards                                             | Atlantis    | Ronald Grabe David Walker Norman Thagard Mary Louise Cleave Mark Lee                                                                        | A Magellán vénuszszonda útnak indítása |
| STS–28      | 1989. augusztus 8., 12:37:00 UTC                | LC 39B                                  | 1989. augusztus 13., 13:37:08 UTC       | Edwards                                             | Columbia    | Mark Brown James Adamson Noel Richards Brewster Shaw David Leestma                                                                          | A negyedik USA Védelmi Minisztériuma által titkosított repülés A Satellite Data System pályára állítása |
| STS–34      | 1989. október 18., 16:53:40 UTC                 | LC 39B                                  | 1989. október 23., 16:33:01 UTC         | Edwards                                             | Atlantis    | Donald Williams Michael McCulley Shannon Lucid Franklin Chang Díaz Ellen Baker                                                              | Galileo Jupiter szonda indítása Felvételek készülnek egy IMAX kamerával |
| STS–33      | 1989. november 23., 00:23:30 UTC                | LC 39B                                  | 1989. november 28., 00:30:18 UTC        | Edwards                                             | Discovery   | Manley Carter John Blaha Kathryn Thornton Frederick Gregory Story Musgrave                                                                  | Az ötödik USA Védelmi Minisztériuma által titkosított repülés A Magnum műhold útnak indítása |
| STS–32      | 1990. január 9., 12:35:00 UTC                   | LC 39A                                  | 1990. január 20., 09:35:36 UTC          | Edwards                                             | Columbia    | Marsha Ivins George Low Bonnie Dunbar Daniel Brandenstein James Wetherbee                                                                   | Snycom IV-F5 műhold pályára állítása A Hosszú időtartamra űrbe kitett berendezés kísérleti eszköz befogása és visszahozatala Felvételek készülnek egy IMAX kamerával |
| STS–36      | 1990. február 28., 07:50:22 UTC                 | LC 39A                                  | 1990. március 4., 18:08:44 UTC          | Edwards                                             | Atlantis    | Pierre Thuot John Caster John Creighton Richard Mullane David Hilmers                                                                       | A hatodik USA Védelmi Minisztériuma által titkosított repülés A Misty felderítő műhold indítása |
| STS–31      | 1990. április 24., 12:33:51 UTC                 | LC 39B                                  | 1990. április 29., 13:49:57 UTC         | Edwards                                             | Discovery   | Charles Bolden Steven Hawley Loren Shriver Bruce McCandless Kathryn Sullivan                                                                | A Hubble űrtávcső Föld körüli pályára állítása |
| STS–41      | 1990. október 6., 11:47:15 UTC                  | LC 39B                                  | 1990. október 10., 13:57:19 UTC         | Edwards                                             | Discovery   | Bruce Melnick Dale Akers William Shepherd Robert Cabana Noel Richards                                                                       | Az Ulysses napszonda indítása |
| STS–38      | 1990. november 15., 23:48:15 UTC                | LC 39A                                  | 1990. november 20., 21:42:42 UTC        | Kennedy Űrközpont                                   | Atlantis    | Charles Gemar Robert Springer Carl Meade Frank Culbertson Richard Covey                                                                     | A hetedik USA Védelmi Minisztériuma által titkosított repülés Az SDS–2 feldeítő műhold valószínű pályára állítása |
| STS–35      | 1990. december 2., 06:49:01 UTC                 | LC 39B                                  | 1990. december 11., 05:54:09 UTC        | Edwards                                             | Columbia    | Ronald Praise John Lounge Jeffrey Hoffman Samuel T. Durrance Guy Gardner Vance Brand Robert Parker                                          | Az ASTRO–1 obszervatóriummal megfigyelések végzése Az Edwards légitámaszponton támadt rossz időjárás miatt a küldetés a tervezettnél egy nappal korábban ért véget. |
| STS–37      | 1991. április 5., 14:22:45 UTC                  | LC 39B                                  | 1991. április 11., 13:54:29 UTC         | Edwards                                             | Atlantis    | Jerome Apt Jerry Ross Kenneth Cameron Steven Nagel Linda Godwin                                                                             | Compton röntgen obszervatórium pályára állítása |
| STS–39      | 1991. április 28., 11:33:14 UTC                 | LC 39A                                  | 1991. május 6., 18:55:35 UTC            | Kennedy Űrközpont                                   | Discovery   | Charles Veach Michael Coats Gregory Harbaugh Donald McMonagle Lloyd Hammond Richard Hieb Guion Bluford                                      | Az első titkosítás alól feloldott USA Védelmi Minisztériuma által megrendelt repülés Katonai űrkísérletek végrehajtása |
| STS–40      | 1991. június 5., 13:24:51 UTC                   | LC 39B                                  | 1991. június 14., 15:39:11 UTC          | Edwards                                             | Columbia    | Bryan O’Connor Tamara Jernigan Sidney Gutierrez Francis Gaffney Millie Hughes-Fulford Margaret Seddon James Bagian                          | Spacelab repülése |
| STS–43      | 1991. augusztus 2., 15:02:00 UTC                | LC 39A                                  | 1991. augusztus 11., 12:23:25 UTC       | Kennedy Űrközpont                                   | Atlantis    | Shannon Lucid James Adamson John Blaha George Low Michael Baker                                                                             | TDRS–5 műhold pályára állítása |
| STS–48      | 1991. szeptember 12., 23:11:04 UTC              | LC 39A                                  | 1991. szeptember 18., 07:38:42 UTC      | Edwards                                             | Discovery   | Charles Gemar James Buchli Mark Brown John Creighton Kenneth Reightler                                                                      | Az UARS műhold pályára állítása |
| STS–44      | 1991. november 24., 23:44:00 UTC                | LC 39A                                  | 1991. december 1., 22:34:44 UTC         | Edwards                                             | Atlantis    | James Voss Thomas Hennen Mario Runco Terence Henricks Frederick Gregory Story Musgrave                                                      | A DSP műhold pályára állítása |
| STS–42      | 1992. január 22., 14:52:33 UTC                  | LC 39A                                  | 1992. január 30., 16:07:17 UTC          | Edwards                                             | Discovery   | William Readdy Ulf Merbold David Hilmers Ronald Grabe Norman Thagard Roberta Bondar Stephen Oswald                                          | Spacelab repülése |
| STS–45      | 1992. március 24., 13:13:40 UTC                 | LC 39A                                  | 1992. április 2., 11:23:08 UTC          | Kennedy Űrközpont                                   | Atlantis    | Byron Lichtenberg Michael Foale David Leestma Kathryn Sullivan Dirk Frimout Brian Duffy Charles Bolden                                      | Az ATLAS–1 tudományos platform repülése |
| STS–49      | 1992. május 7., 23:40:00 UTC                    | LC 39B                                  | 1992. május 16., 20:57:38 UTC           | Edwards                                             | Endeavour   | Richard Hieb Kevin Chilton Daniel Brandenstein Thomas Akers Pierre Thuot Kathryn Thronton Bruce Melnick                                     | Az Endeavour űrrepülőgép első útja Az Intelsat VI műhold pályára állítása Az első háromszemélyes űrséta Négy űrsétával rekord felállítása egyetlen repülésen Az első fékezőernyős leszállás |
| STS–50      | 1992. június 25., 16:12:23 UTC                  | LC 39A                                  | 1992. július 9., 11:42:27 UTC           | Kennedy Űrközpont                                   | Columbia    | Ellen Baker Kenneth Bowersox Ellen Baker Kenneth Bowersox Bonnie Dunbar Richard Richards Carl Meade Eugene Trinh Lawrence DeLucas           | Spacelab repülése |
| STS–46      | 1992. július 31., 13:56:48 UTC                  | LC 39B                                  | 1992. augusztus 8., 13:11:50 UTC        | Kennedy Űrközpont                                   | Atlantis    | Marsha Ivins Claude Nicollier Jeffrey Hoffman Franklin Chang Díaz Franco Malerba Andrew Allen Loren Shriver                                 | Az EURECA műhold pályára állítása A NASA és az Olasz Űrügynökség közös kísérleteképpen a Tethered Satellite System platformmal műveletek végzése |
| STS–47      | 1992. szeptember 12., 14:23:00 UTC              | LC 39B                                  | 1992. szeptember 20., 12:53:23 UTC      | Kennedy Űrközpont                                   | Endeavour   | Nancy Davis Mark Lee Robert Gibson Mae Jemison Mamoru Mohri Jerome Apt Curtis Brown                                                         | Az első afroamerikai nő (Jemison) repülése Japán által finanszírozott expedíció |
| STS–52      | 1992. október 22., 17:09:39 UTC                 | LC 39B                                  | 1992. november 1., 14:05:52 UTC         | Kennedy Űrközpont                                   | Columbia    | Michael Baker James Wetherbee Steven MacLean Charles Veach Tamara Jernigan William Shepherd                                                 | LAGEOS II műhold pályára állítása Mikrogravitációs kísérletek |
| STS–53      | 1992. december 2., 13:24:00 UTC                 | LC 39A                                  | 1992. december 9., 20:43:47 UTC         | Kennedy Űrközpont                                   | Discovery   | David Walker Robert Cabana Michael Clifford Guion Bluford James Voss                                                                        | Részben titkosított, egyben az utolsó az USA Védelmi Minisztériuma megbízásából végzett repülés Valószínűleg pályára bocsátották az SRS–2 felderító műholdat |
| STS–54      | 1993. január 13., 13:59:30 UTC                  | LC 39B                                  | 1993. január 19., 13:37:47 UTC          | Kennedy Űrközpont                                   | Endeavour   | Mario Runco John Casper Donald McMonagle Susan Helms Gregory Harbaugh                                                                       | A TDRS–6 távközlési műhold pályára állítása |
| STS–56      | 1993. április 8., 05:29:00 UTC                  | LC 39B                                  | 1993. április 17., 11:37:23 UTC         | Kennedy Űrközpont                                   | Discovery   | Kenneth Cockrell Michael Foale Ellen Ochoa Stephen Oswald Kenneth Cameron                                                                   | Az ATLAS–2 tudományos platform használata |
| STS–55      | 1993. április 26., 14:50:00 UTC                 | LC 39A                                  | 1993. május 6., 14:29:59 UTC            | Edwards                                             | Columbia    | Bernard Harris Hans Schlegel Jerry Ross Ulrich Walter Terence Henricks Steven Nagel Charles Precourt                                        | A Spacelab D2 repülése Németország által finanszírozott repülés |
| STS–57      | 1993. június 21., 13:07:22 UTC                  | LC 39B                                  | 1993. július 1., 12:52:16 UTC           | Kennedy űrközpont                                   | Endeavour   | Peter Wisoff Nancy Currie Janice Voss George Low Brian Duffy Ronald Grabe                                                                   | Tudományos kísérletek a SpaceHab fedélzetén Az EURECA műhold befogása és hazahozatala |
| STS–51      | 1993. szeptember 12., 11:45:00 UTC              | LC 39B                                  | 1993. szeptember 22., 07:56:11 UTC      | Kennedy űrközpont                                   | Discovery   | Frank Culbertson Daniel Bursch Carl Walz William Readdy James Newman                                                                        | Az ACTS műhold pályára állítása Egy ultraibolya spektrométerrel kísérletek végzése Felvételek készítése IMAX kamerával |
| STS–58      | 1993. október 18., 14:53:10 UTC                 | LC 39B                                  | 1993. november 1., 15:05:42 UTC         | Edwards                                             | Columbia    | John Blaha William McArthur Martin Fettman David Wolf Shannon Lucid Margaret Seddon Richard Searfoss                                        | Spacelab repülése |
| STS–61      | 1993. december 2., 9:27:00 UTC                  | LC 39B                                  | 1993. december 13., 5:25:33 UTC         | Kennedy Űrközpont                                   | Endeavour   | Richard Covey Jeffrey Hoffman Thomas Akers Kenneth Bowersox Kathryn Thornton Franklin Musgrave Claude Nicollier                             | A Hubble űrtávcső első javítása |
| STS–60      | 1994. február 3., 12:10:00 UTC                  | LC 39A                                  | 1994. február 11., 19:19:22 UTC         | Kennedy Űrközpont                                   | Discovery   | Ronald Sega Szergej Krikaljov Franklin Chang Díaz Nancy Davis Kenneth Reightler Charles Bolden                                              | Kísérletek a SpaceHab használatával |
| STS–62      | 1994. március 4., 13:53:01 UTC                  | LC 39B                                  | 1994. március 18., 13:10:42 UTC         | Kennedy Űrközpont                                   | Columbia    | Charles Gemar Marsha Ivins Pierre Thuot Andrew Allen John Casper                                                                            | Mikrogravitációs kísérletek |
| STS–59      | 1994. április 9., 11:05:00 UTC                  | LC 39A                                  | 1994. április 20., 16:54:29 UTC         | Edwards                                             | Endeavour   | Sidney Gutierrez Kevin Chilton Jerome Apt Michael Clifford Thomas Jones                                                                     | Kísérletek végzése a magukkal vitt Shuttle Radar Laboratory–1-gyel |
| STS–65      | 1994. július 8., 16:43:00 UTC                   | LC 39A                                  | 1994. július 23., 10:38:00 UTC          | Kennedy Űrközpont                                   | Columbia    | Robert Cabana James Halsell Richard Hieb Carl Walz Leroy Chiao Donald Alan Thomas Chiaki Naito-Mukai                                        | Kísérletek a Spacelab-ben |
| STS–64      | 1994. szeptember 9., 22:22:05 UTC               | LC 39B                                  | 1994. szeptember 20., 21:12:52 UTC      | Edwards                                             | Discovery   | Richard Richards Lloyd Hammond Jerry Linenger Susan Helms Carl Meade Mark Lee                                                               | A SPARTAN műhold pályára állítása Különböző tudományos kísérletek elvégzése |
| STS–68      | 1994. szeptember 30., 11:16:00 UTC              | LC 39B                                  | 1994. október 11., 17:02:09 UTC         | Edwards                                             | Endeavour   | Michael Baker Terrence Wilcutt Steven Smith Daniel Bursch Peter Wisoff Thomas David Jones                                                   | Kísérletek végzése a magukkal vitt Shuttle Radar Laboratory–2-vel |
| STS–66      | 1994. november 3., 16:59:43 UTC                 | LC 39B                                  | 1994. november 14., 15:33:45 UTC        | Edwards                                             | Atlantis    | Donald McMonagle Curtis Brown Ellen Ochoa Joseph Tanner Jean-François Clervoy Scott Parazynski                                              | Kísérletek az ATLAS–3 tudományos platformon |
| STS–63      | 1995. február 3., 05:22:04 UTC                  | LC 39B                                  | 1995. február 11., 11:50:19 UTC         | Kennedy Űrközpont                                   | Discovery   | James Wetherbee Eileen Collins Bernard Harris Michael Foale Janice Voss Vlagyimir Tyitov                                                    | Randevú a Mir űrállomással Tudományos kísérletek a SpaceHab fedélzetén Felvételek készülnek egy IMAX kamerával |
| STS–67      | 1995. március 2., 06:38:13 UTC                  | LC 39B                                  | 1995. március 18., 21:47:01 UTC         | Edwards                                             | Endeavour   | Stephen Oswald William Gregory John Grunsfeld Wendy Lawrence Tamara Jernigan Samuel Durrance Ronald Parise                                  | Az ASTRO–2 pályára állítása |
| STS–71      | 1995. június 27., 19:32:19 UTC                  | LC 39B                                  | 1995. július 7., 14:55:28 UTC           | Kennedy Űrközpont                                   | Atlantis    | Robert Gibson Charles Precourt Ellen Baker Gregory Harbaugh Bonnie Dunbar Anatolij Szolovjov Nyikolaj Budarin                               | Az első Shuttle–Mir küldetés. |
| STS–70      | 1995. július 13., 13:41:55 UTC                  | LC 39B                                  | 1995. július 22., 12:02:00 UTC          | Kennedy Űrközpont                                   | Discovery   | Terence Henricks Kevin Kregel Nancy Currie Donald Thomas Mary Weber                                                                         | TDRS–7 műhold pályára állítása |
| STS–69      | 1995. szeptember 7., 15:09:00 UTC               | LC 39A                                  | 1995. szeptember 18., 11:38:56 UTC      | Kennedy Űrközpont                                   | Endeavour   | David Walker Kenneth Cockrell James Voss James Newman Michael Gernhardt                                                                     | Kísérletek a Wake Shield Facility 2-vel Kísérletek a SPARTAN-201 technológia kutató platformmal |
| STS–73      | 1995. október 20., 13:53:00 UTC                 | LC 39B                                  | 1995. november 5., 11:45:21 UTC         | Kennedy Űrközpont                                   | Columbia    | Kenneth Bowersox Kent Rominger Catherine Coleman Michael Lopez-Alegria Kathryn Thornton Fred Leslie Albert Sacco                            | Kísérletek a Spacelab-ben |
| STS–74      | 1995. november 12., 12:30:43 UTC                | LC 39B                                  | 1995. november 20., 17:01:27 UTC        | Kennedy Űrközpont                                   | Atlantis    | Kenneth Cameron James Halsell Chris Hadfield Jerry Ross William McArthur                                                                    | A második Shuttle-Mir repülés Az amerikai űreszköz fogadására alkalmas dokkoló modul feljuttatása IMAX felvételek készülnek az űrsikló rakodóterében |
| STS–72      | 1996. január 11., 09:41:00 UTC                  | LC 39B                                  | 1996. január 20., 07:41:41 UTC          | Kennedy Űrközpont                                   | Endeavour   | Brian Duffy Brent Jett Leroy Chiao Winston Scott Vakata Kóicsi Daniel Barry                                                                 | két űrséta elvégzése A japán SFU műhold (Space Flyer Unit – Űrrepülő egység) befogása és hazahozatala |
| STS–75      | 1996. február 22., 20:18:00                     | LC 39B                                  | 1996. március 9., 13:58:22              | Kennedy Űrközpont                                   | Columbia    | Andrew Allen Scott Horowitz Jeffrey Hoffman Maurizio Cheli Claude Nicollier Franklin Chang Díaz Umberto Guidoni                             | A Tethered Satellite System újrarepülése (a bekötés szakadása miatt az eszköz elveszett |
| [ [STS–76]] | 1996. március 22., 08:13:04 UTC                 | LC 39B                                  | 1996. március 31., 13:28:57 UTC         | Edwards                                             | Atlantis    | Kevin Chilton Richard Searfos Ronald Sega Michael Clifford Linda Godwin Shannon Lucid                                                       | Egy újabb Shuttle-Mir repülése |
| STS–77      | 1996. május 19., 10:30:00 UTC                   | LC 39B                                  | 1996. május 29., 11:09:18 UTC           | Kennedy Űrközpont                                   | Endeavour   | John Casper Curtis Brown Jr. Andy Thomas Daniel Bursch Mario Runco Jr. Marc Garneau \|\| Kísérletek a SPARTAN-nal Kísérletek a SpaceHab-ban | |
| STS–78      | 1996. június 20., 14:49:00 UTC                  | LC 39B                                  | 1996. július 7., 12:37:30 UTC           | Kennedy Űrközpont                                   | Columbia    | Terence Henricks Kevin Kregel Richard Linnehan Susan Helms Charles Brady Jean-Jacques Favier Robert Thirsk                                  | Kísérletek a Spacelab-ben |
| STS–79      | 1996. szeptember 16., 08:54:49 UTC              | LC 39B                                  | 1996. szeptember 26., 12:13:20 UTC      | Kennedy Űrközpont                                   | Atlantis    | [William Readdy Terrence Wilcutt Jerome Apt Thomas Akers Carl Walz John Blaha                                                               | Újabb Shuttle-Mir repülés |
| STS–80      | 1996. november 19.,                             | LC 39B                                  | 1996. december 7., 6:49:05              | Kennedy Űrközpont                                   | Columbia    | Kenneth Cockrell Kent Rominger Story Musgrave Thomas Jones Tamara Jernigan                                                                  | Kísérletek a Wake Shield Facility-vel |
| STS–81      | 1997. január 12.,                               | LC 39B                                  | 1997. január 22. 14:23:51 UTC           | Kennedy Űrközpont                                   | Atlantis    | Michael Baker Brent Jett Peter Wisoff John Grunsfeld Marsha Ivins Jerry Linenger                                                            | Shuttle-Mir repülése |
| STS–82      | 1997. február 11., 08:55:17 UTC                 | LC 39A                                  | 1997. február 21., 03:32 EST            | Kennedy Űrközpont                                   | Discovery   | Kenneth Bowersox Scott Horowitz Mark Lee Steven Hawley Gregory Harbaugh Steven Smith Joseph Tanner                                          | Hubble űrtávcső második javítása |
| STS–83      | 1997. április 4., 19:20:32 UTC                  | LC 39A                                  | 1997. április 8., 18:33:00 UTC          | Kennedy Űrközpont                                   | Columbia    | James Halsell Susan Kilrain Janice Voss Michael Gernhardt Donald Thomas Roger Crouch Gregory Linteris                                       | Kísérletek a Spacelab-ben Az egyik üzemanyagcella meghibásodása miatt a küldetés félbeszakadt |
| STS–84      | 1997. május 15., 08:07:48 UTC                   | LC 39A                                  | 1997. május 24. ,13:27:44 UTC           | Kennedy Űrközpont                                   | Atlantis    | Charles Precourt Eileen Collins Jean-François Clervoy Carlos Noriega Edward Tsang Lu Jelena Kondakova Michael Foale                         | Shuttle-Mir repülés |
| STS–94      | 1997. július 1., 18:02:00 UTC                   | LC 39A                                  | 1997. július 17., 10:47:29 UTC          | Kennedy Űrközpont                                   | Columbia    | James Halsell Susan Kilrain Janice Voss Michael Gernhardt Donald Thomas Roger Crouch Gregory Linteris                                       | Kísérletek a Spacelab-ben |
| STS–85      | 1997. augusztus 7., 14:41:00 UTC                | LC 39A                                  | 1997. augusztus 19., 11:08 UTC          | Kennedy Űrközpont                                   | Discovery   | Curtis Brown Kent Rominger Nancy Davis Stephen Robinson Robert Curbeam Bjarni Tryggvason                                                    | Az Atmosphere Shuttle Pallett Satellite–2-n infravörös távcső és spektrométer pályára állítása |
| STS–86      | 1997. szeptember 25., 14:34:19 UTC              | LC 39A                                  | 1997. október 6., 21:55 UTC             | Kennedy Űrközpont                                   | Atlantis    | James Wetherbee Michael Bloomfield Vlagyimir Tyitov Scott Parazynski Jean-Loup Chrétien Wendy Lawrence David Wolf                           | Shuttle-Mir repülés |
| STS–87      | 1997. november 19., 19:46:00 UTC                | LC 39B                                  | 1997. december 5., 12:20 UTC            | Kennedy Űrközpont                                   | Columbia    | Kevin Kregel Steven Lindsey Winston Scott Kalpana Chawla Doi Takao Leonyid Kadenyuk                                                         | Két űrséta elvégzése Mikrogravotációs kísérletek elvégzése A SPARTAN-nal végzett kísérletek Az első indiai származású űrhajós (Kalpana Chawla) repülése |
| STS–89      | 1998. január 22., 02:48:15 UTC                  | LC 39A                                  | 1998. január 31., 22:36 UTC             | Kennedy Űrközpont                                   | Endeavour   | Terrence Wilcutt Joe Edwards James Reilly Michael Anderson Bonnie Dunbar Szalizsan Saripov Andy Thomas                                      | Shuttle-Mir repülés |
| STS–90      | 1998. április 17., 18:19:00 UTC                 | LC 39B                                  | 1998. május 3., 16:09 UTC               | Kennedy Űrközpont                                   | Columbia    | Richard Searfoss Scott Altman Richard Linnehan Kathryn Hire Dafydd Williams Jay Buckey James Pawelczyk                                      | Az utolsó Spacelab küldetés. |
| STS–91      | 1998. június 2., 18:06:24 EDT                   | LC 39A                                  | 1998. június 12., 14:00:17 EDT          | Kennedy Űrközpont                                   | Discovery   | Charles Precourt Dominic Pudwill Gorie Wendy Lawrence Franklin Chang Díaz Janet Kavandi Valerij Rjumin                                      | A kilencedik és egyben utolsó Shuttle–Mir küldetés |
| STS–95      | 1998. október 29., 14:20 EST                    | LC 39B                                  | 1998. november 7., 12:04 EST            | Kennedy Űrközpont                                   | Discovery   | Curtis Brown Steven Lindsey Scott Parazynski Stephen Robinson Pedro Duque Chiaki Naito-Mukai John Glenn                                     | Kísérletek a SpaceHab-ben John Glenn minden idők legidősebb űrhajósaként ismét az űrben |
| STS–88      | 1998. december 4., 08:35:34 UTC                 | LC 39A                                  | 1998. december 16., 03:53 UTC           | Kennedy Űrközpont                                   | Endeavour   | Robert Cabana Frederick Sturckow Jerry Ross Nancy Currie James Newman Szergej Krikaljov                                                     | Első ISS küldetés. ISS építés 2A repülés, az Unity modul dokkolása a Zarja modulhoz |
| STS–96      | 1999. május 27., 10:49:42 UTC                   | LC 39B                                  | 1999. június 6. 02:02:43 UTC            | Kennedy Űrközpont                                   | Discovery   | Kent Rominger Richard Husband Tamara Jernigan Daniel Barry Julie Payette Valerij Tokarev                                                    | ISS utánpótlás szállítás |
| STS–93      | 1999. július 23., 12:31 EDT                     | LC 39B                                  | 1999. július 27., 11:20 EDT             | Kennedy Űrközpont                                   | Columbia    | Eileen Collins>br/> Jeffrey Ashby Steven Hawley Catherine Coleman Michel Tognini                                                            | A Chandra űrtávcső pályára állítása |
| STS–103     | 1999. december 19., 19:50:00.069 EST            | LC 39A                                  | 1999. december 27., 19:01:34 EST        | Kennedy Űrközpont                                   | Discovery   | Curtis Brown Scott Kelly Steven Smith Michael Foale [[John Mace Grunsfeld]\|John Grunsfeld]] Claude Nicollier Jean-François Clervoy         | A Hubble űrtávcső harmadik javítása |
| STS–99      | 2000. február 11., 16:43:40 UTC                 | LC 39A                                  | 2000. február 22. 23:23 UTC             | Kennedy Űrközpont                                   | Endeavour   | Kevin Kregel Dominic Gorie Gerhard Thiele Janet Kavandi Janice Voss Mamoru Mohri                                                            | Shuttle Radar Topography Mission (Űrrepülőgép Radar Topográfia repülés) |
| STS–101     | 2000. május 19., 10:11:10 UTC                   | LC 39A                                  | 2000. május 29., 6:20:19 UTC            | Kennedy Űrközpont                                   | Atlantis    | James Halsell Scott Horowitz Mary Weber Jeffrey Williams James Voss Susan Helms Jurij Uszacsov                                              | ISS konfigurálás és utánpótlás szállítás |
| STS–106     | 2000. szeptember 8., 12:45:47 UTC               | LC 39B                                  | 2000. szeptember 19. 07:56 UTC          | Kennedy Űrközpont                                   | Atlantis    | Terrence Wilcutt Scott Altman Edward Tsang Lu Richard Mastracchio Daniel Burbank Jurij Malencsenko Borisz Morukov                           | ISS konfigurálás és utánpótlás szállítás |
| STS–92      | 2000. október 11., 23:17:00 UTC                 | LC 39A                                  | 2000. október 24., 20:59:47 UTC         | Edwards                                             | Discovery   | Brian Duffy Pamela Anne Melroy Leroy Chiao William McArthur Peter Wisoff Vakata Kóicsi                                                      | ISS építés 3A: repülés, Z1 rácselem és PMA-3 dokkoló egység feljuttatása |
| STS–97      | 2000. november 30., 03:06:01 UTC                | LC 39B                                  | 2000. december 11. 23:04 UTC            | Kennedy Űrközpont                                   | Endeavour   | Brent Jett Michael Bloomfield Joseph Tanner Marc Garneau Carlos Noriega                                                                     | ISS építés 4A: repülés, P6 rácselem |
| STS–98      | 2001. február 7.,                               | LC 39A                                  | 2001. február 20. 20:33 UTC             | Edwards                                             | Atlantis    | Kenneth Cockrell Mark Polansky Robert Curbeam Marsha Ivins Thomas Jones                                                                     | ISS építés 5A: repülés, Destiny kutatómodul |
| STS–102     | 2001. március 8., 06:42 (EST)                   | LC 39B                                  | 2001. március 21., 02:33 (EST)          | Kennedy Űrközpont                                   | Discovery   | James Wetherbee James Kelly Andy Thomas Paul Richards Jurij Uszacsov James Voss Susan Helms                                                 | ISS legénység csere és utánpótlás szállítás |
| STS–100     | 2001. április 19., 18:40:42 UTC                 | LC 39A                                  | 2001. május 1. 16:11:56 UTC             | Edwards                                             | Endeavour   | Kent Rominger Jeffrey Ashby Chris Hadfield John Phillips Scott Parazynski Umberto Guidoni Jurij Loncsakov                                   | ISS építés 6A: repülés Canadarm2 robotkar |
| STS–104     | 2001. július 12., 09:03:59 UTC                  | LC 39B                                  | 2001. július 24. 03:38 UTC              | Kennedy Űrközpont                                   | Atlantis    | Steven Lindsey Charles Hobaugh Michael Gernhardt Janet Kavandi Jamess Reilly                                                                | ISS építés 7A: repülés, Quest zsilipkamra |
| STS–105     | 2001. augusztus 10., 21:10:14 UTC               | LC 39A                                  | 2001. augusztus 22. 18:23 UTC           | Kennedy Űrközpont                                   | Discovery   | Scott Horowitz Frederick Sturckow Daniel Barry Patrick Forrester Frank Culbertson Mihail Tyurin Vlagyimir Gyezsurov                         | ISS legénység csere és utánpótlás szállítás |
| STS–108     | 2001. december 5., 22:19:28 UTC                 | LC 39B                                  | 2001. december 17., 17:56:13 UTC        | Kennedy Űrközpont                                   | Endeavour   | Dominic Gorie Mark Kelly Linda Godwin Daniel Tani Jurij Onufrijenko Carl Walz Daniel Bursch                                                 | ISS legénység csere és utánpótlás szállítás |
| STS–109     | 2002. március 1., 11:22:02 UTC                  | LC 39A                                  | 2002. március 12., 09:33:10 UTC         | Kennedy Űrközpont                                   | Columbia    | Scott Altman Duane Carey John Grunsfeld Nancy Currie James Newman Richard Linnehan Michael Massimino                                        | A Hubble űrtávcső negyedik -3B- javítása |
| STS–110     | 2002. április 8., 20:44:19 UTC                  | LC 39B                                  | 2002. április 19., 16:26:57 UTC         | Kennedy Űrközpont                                   | Atlantis    | Michael Bloomfield Stephen Frick Jerry Ross Steven Smith Ellen Ochoa Lee Morin Rex Walheim                                                  | ISS építés 8A: S0 rácselem |
| STS–111     | 2002. június 5., 21:22:49 UTC                   | LC 39B                                  | 2002. június 19., 17:58:45 UTC          | Edwards                                             | Endeavour   | Kenneth Cockrell Paul Lockhart Franklin Chang Díaz Philippe Perrin Valerij Korzun Peggy Whitson Szergej Trescsov                            | ISS legénység csere és utánpótlás szállítás Mobile Base System elem feljuttatása |
| STS–112     | 2002. október 7., 19:45:51 UTC                  | LC 39B                                  | 2002. október 18., 15:44:35 UTC         | Kennedy Űrközpont                                   | Atlantis    | Jeffrey Ashby Pamela Melroy David Wolf Sandra Magnus Piers Sellers Fjodor Jurcsihin                                                         | ISS építés 9A: S1 rácselem |
| STS–113     | 2002. november 23., 00:49:47 UTC                | LC 39A                                  | 2002. december 7., 19:38:25 UTC         | Kennedy Űrközpont                                   | Endeavour   | James Wetherbee Paul Lockhart Michael Lopez-Alegria John Herrington Kenneth Bowersox Nyikolaj Budarin Donald Pettit                         | ISS építés 11A: P1 rácselem |
| STS–107     | 2003. január 16., 15:39:00 UTC                  | LC 39A                                  | 2003. február 1., ~13:59:32 UTC         | Kennedy Űrközpont tervezett a légkörben megsemmisül | Columbia    | Rick Husband Willie McCool Michael P. Anderson Ílán Rámón Kalpana Chawla David M. Brown Laurel Clark                                        | A Columbia-katasztrófa Kísérletek a SpaceHab-ben Az első izraeli űrhajós az űrben A baleset kivizsgálása miatt a program szünetel |
| STS–114     | 2005. július 26., 14:39:00 UTC                  | LC 39B                                  | 2005. augusztus 9., 12:11:22 UTC        | Edwards                                             | Discovery   | Eileen Collins James Kelly Nogucsi Szóicsi Stephen Robinson Andy Thomas Wendy Lawrence Charles Camarda                                      | A Return to Flight program első repülése a Columbia-katasztrófát követően Repülésbiztonsági tesztek elvégzése ISS utánpótlás szállítás és javítások A Raffaello Multi-Purpose Logistics Module (Többcélú Logisztikai Modul) feljuttatása Újabb műszaki hibák merülnek fel, a program ismét szünetel                                                  |
| STS–121     | 2006. július 4., 18:37:55 UTC                   | LC 39B                                  | 2006. július 17., 13:14:43 UTC          | Kennedy Űrközpont                                   | Discovery   | Steven Lindsey Mark Kelly Michael Fossum [[Piers John Sellers]\|Piers Sellers]] Lisa Nowak Stephanie Wilson Thomas Reiter                   | ISS legénység csere és utánpótlás – ULF1 – szállítás MPLM Leonardo modul feljuttatása Biztonsági eljárások kipróbálása |
| STS–115     | 2006. szeptember 9., 15:14:55 UTC               | LC 39B                                  | 2006. szeptember 21., 10:21:30 UTC      | Kennedy Űrközpont                                   | Atlantis    | Brent Jett Christopher Ferguson Steven MacLean Daniel Burbank Heidemarie Stefanyshyn-Piper Joseph Tanner                                    | ISS építés 12A: P3 és P4 rácselemek, 4A és 2A napelemtáblák |
| STS–116     | 2006. december 10., 01:47 UTC                   | LC 39B                                  | 2006. december 22., 22:32 UTC           | Kennedy Űrközpont                                   | Discovery   | Mark Polansky William Oefelein Robert Curbeam Joan Higginbotham Nicholas Patrick Christer Fuglesang Sunita Williams                         | ISS építés 12A.1: P5 rácselem ISS személyzetcsere A LC 39B utolsó használata a Space Shuttle programban |
| STS–117     | 2007. június 8., 23:38:04 UTC                   | LC 39A                                  | 2007. június 22., 19:50:40 UTC          | Edwards                                             | Atlantis    | Clayton Anderson James Reilly Steven Swanson Frederick Sturckow Lee Archambault Patrick Forrester John Olivas                               | ISS építés 13A: S3 és S4 rácselemek<> ISS személyzetcsere |
| STS–118     | 2007. augusztus 8., 22:36:42 UTC                | LC 39A                                  | 2007. augusztus 21., 16:33:20 UTC       | Kennedy Űrközpont                                   | Endeavour   | Richard Mastracchio Barbara Morgan Charles Hobaugh Scott Kelly Tracy Caldwell Dafydd Williams Benjamin Drew                                 | ISS építés 13A.1: S5 rácselem |
| STS–120     | 2007. október 23., 15:38:19 UTC                 | LC 39A                                  | 2007. november 7., 18:01:18 UTC         | Kennedy Űrközpont                                   | Discovery   | Scott Parazynski Douglas Wheelock Stephanie Wilson George Zamka Pamela Melroy Daniel Tani Paolo Angelo Nespoli                              | ISS építés 10A: repülés, Harmony összekötő modul ISS személyzetcsere |
| STS–122     | 2008. február 7., 19:45:30 UTC                  | LC 39A                                  | 2008. február 20., 14:07:10 UTC         | Kennedy Űrközpont                                   | Atlantis    | Leland Melvin Rex Walheim<>br/ Stanley Love Hans Schlegel Stephen Frick Léopold Eyharts Alan Poindexter                                     | ISS építés 1E: Columbus Orbital Facility modul ISS személyzetcsere |
| STS–123     | 2008. március 11., 06:28:14 UTC                 | LC 39A                                  | 2008. március 27., 00:40:41 UTC         | Kennedy Űrközpont                                   | Endeavour   | Richard Linnehan Robert Behnken Garrett Reisman Michael Foreman Doi Takao Gregory Johnson Dominic Gorie                                     | ISS építés 1J/A:repülés, Kibo ELM-PS modul, SPDM („Dextre”) robot ISS személyzetcsere |
| STS–124     | 2008. május 31., 21:02:12 UTC                   | LC 39A                                  | 2008. június 14., 15:14 UTC             | Kennedy Űrközpont                                   | Discovery   | Gregory Chamitoff Michael Fossum Kenneth Ham [Mark Kelly Karen Nyberg Ronald Garan Akihiko Hoshide                                          | ISS építés 1J: repülés, Kibo PM modul és JEMRMS robotkar |
| STS–126     | 2008. november 15., 00:55 UTC                   | LC 39A                                  | 2008. november 30., 21:25 UTC           | Edwards                                             | Endeavour   | Christopher Ferguson Eric Boe Stephen Bowen Heidemarie Stefanyshyn-Piper Donald Pettit Robert Kimbrough                                     | ISS legénység csere és utánpótlás( MPLM Leonardo, ULF2) szállítás |
| STS–119     | 2009. március 15., 19:43 EDT/23:43 UTC/0:43 CET | LC 39A                                  | 2009. március 28., 19:13 UTC            | Kennedy Űrközpont                                   | Discovery   | Lee Archambault Dominic Antonelli Joseph Acaba John Phillips Steven Swanson Richard Arnold Vakata Kóicsi                                    | ISS építés 15A: repülés, S6 rácselem |
| STS–125     | 2009. május 11., 14:01 EDT (18:01 UTC)          | LC 39A                                  | 2009. május 23., 13:48 UTC              | Kennedy Űrközpont                                   | Atlantis    | Michael Massimino Michael Good Gregory Johnson Scott Altman Katherine McArthur John Grunsfeld Andrew Feustel                                | A Hubble űrtávcső ötödik -4-, egyben utolsó karbantartása A legutolsó, nem az ISS-szel kapcsolatos repülés |
| STS–127     | 2009. július 16., 00:03 (CEST)                  | LC 39A                                  | 2009. július 31., 16:45 (CEST)          | Kennedy Űrközpont                                   | Endeavour   | Mark Polansky Douglas Hurley Christopher Cassidy Julie Payette David Wolf Thomas Marshburn                                                  | ISS építés 2J/A: repülés Kibo EF, Kibo ELM-ES modulok |
| STS–128     | 2009. augusztus 28., 23:59 (EDT)                | LC 39A                                  | 2009. szeptember 11., 17:53 (PDT)       | Edwards                                             | Discovery   | Frederick Sturckow Kevin Ford Patrick Forrester José Hernández Christer Fuglesang John Olivas                                               | ISS építés 17A: repülés, bővítés 6 főre Legénység csere Utánpótlás (MPLM Leonardo) szállítás |
| STS–129     | 2009. november 16., 14:28 EST                   | LC 39A                                  | 2009. november 27., 09:44 EST           | Kennedy Űrközpont                                   | Atlantis    | Charlie Hobaugh Barry Wilmore Leland Melvin Michael Foreman Robert Satcher Randy Bresnik                                                    | ISS építés ULF3: repülés ExPRESS Logistics Carrier 1, 2. |
| STS–130     | 2010. február 8., 04:14 EST                     | LC 39A                                  | 2010. február 21., 22:22:10 EST         | Kennedy Űrközpont                                   | Endeavour   | George Zamka Terry Virts Robert Behnken Kathryn Hire Nicholas Patrick Stephen Robinson                                                      | ISS építés 20A: repülés Node-3 és a Kupola modul |
| STS–131     | 2010. április 5., 12:21 CEST                    | LC 39A                                  | 2010. április 18., 14:38 CEST           | Kennedy Űrközpont                                   | Discovery   | Alan Poindexter James Dutton Richard Mastracchio Dorothy Metcalf-Lindenburger Clayton Anderson Stephanie Wilson Jamazaki Naoko              | ISS legénység csere és utánpótlás (Multi-Purpose Logistics Module, azaz MPLM Raffaello, ULF4) szállítás |
| STS–132     | 2010. május 14., 14:20 EDT                      | LC 39A                                  | 2010. május 26., 08:49 EDT              | Kennedy Űrközpont                                   | Atlantis    | Kenneth Ham Dominic Antonelli Stephen Bowen Michael Good Piers Sellers Garrett Reisman                                                      | ISS építés 19A: MRM1 modul |
| STS–133     | 2011. február 24., 16:50 EDT                    | LC 39A                                  | 2011. március 9., 11:57:17 EST          | Kennedy Űrközpont                                   | Discovery   | Alvin Drew Nicole Stott Eric Boe Steven Lindsey Michael Barratt Timothy Kopra                                                               | ISS építés ULF5: repülés ExPRESS Logistics Carrier 4 A Discovery űrrepülőgép utolsó útja |
| STS–134     | 2011. május 16. 12:56 UTC                       | LC 39A                                  | 2011. június 1., 06:35 UTC              | Kennedy Űrközpont                                   | Endeavour   | Mark Kelly Gregory Johnson Andrew Feustel Michael Fincke Gregory Chamitoff Roberto Vittori                                                  | Alfa mágneses spektrométer és az ExPRESS Logistics Carrier 3 szállítása az ISS-re Az Endeavour űrrepülőgép utolsó útja |
| STS–135     | 2011. július 8. 15:29 UTC                       | LC 39A                                  | 2011. július 21. 09:57 UTC              | Kennedy Űrközpont                                   | Atlantis    | Christopher Ferguson Douglas Hurley Sandra Magnus Rex Walheim                                                                               | Az Atlantis űrrepülőgép és egyben a Space Shuttle program utolsó repülése, a program lezárása A Raffaello MPLM modul repülése |